# 戈勒姆 (伊利諾伊州)
戈勒姆（英語：Gorham）是位於美國伊利諾伊州傑克遜縣的一個村落。

## 地理
戈勒姆的座標為37°43′01″N 89°29′09″W / 37.71694°N 89.48583°W，而該地最高點為海拔高度111米（即364英尺）。

## 人口
根據2010年美國人口普查的數據，戈勒姆的面積為3.19平方千米，當中陸地面積為3.16平方千米，而水域面積為0.03平方千米。當地共有人口236人，而人口密度為每平方千米73人。